# 三田商店
株式会社三田商店（みたしょうてん）は、岩手県盛岡市に本社を置く産業用火薬類・ガラス類・セメント類・石油類など建築資材及びエネルギーの商社である。

## 概要
1894年（明治27年）創業の老舗商社で、明治期に設立された東京都、北海道の支店のほか、昭和期に設立した愛知県や大阪府の支店によって営業エリアは全国に及ぶ。
かつては導火線を自社生産しており海外輸出するまでに至っていたが、工場近隣の宅地化等により1973年（昭和48年）に工場を閉鎖している。
商社経営のほか人材育成にも熱心で、岩手医科大学、岩手看護短期大学、岩手高等学校、岩手女子高等学校、岩手中学校の設立・運営にも携わっている。
創業者の三田義正は1910年（明治43年）9月の盛岡大洪水後、中津川 (岩手県)上流の治山治水事業を行い、昭和初期に菜園地区の埋め立て及び大通り地区の市街地化を進め、1935年（昭和10年）4月に株式会社中央映画劇場を設立、映画館通りの基礎を作った。盛岡市の都市基盤の構築に尽くした功労者である。

## 沿革
- 1894年（明治27年） - 「三田火薬販売所」設立
- 1900年（明治33年） - 「三田火薬銃砲店」に改名
- 1929年（昭和4年） - 法人組織に改め「株式会社三田商店」を設立